# Варіння в окропі
Зварювання в рідині було поширеним видом смертної кари у різних країнах світу.

## Європа
У Франції ця страта застосовувалася до фальшивомонетників.

## Азія
Цей вид страти широко застосовувався Чингісханом.
У середньовічній Японії зварювання в окропі застосовувалося в основному до ніндзя, які провалили вбивство і були схоплені.

### Корея
У період Чосон для корумпованих політиків існувало покарання, яке буквально означало «варіння в окропі» (кор. 팽형, ханча: 烹刑), однак термін використовувався в переносному значенні. Особу, якій назначили це покарання, і справді садили у казан, але в ньому зазвичай була або тепла вода, або взагалі води не було. Після виконання покарання всі навколо включно із родиною особи вважали його мертвим, тому сім'я проводила похорон. Особі, що була покарана таким способом, заборонялося брати участь у будь-якій публічній діяльності; вона мала перебувати до кінця свого життя зачиненим у своєму будинку. Крім того, видалялися всі записи про цього політика.

## Африка

### Єгипет
У стародавньому Єгипті цей вид покарання застосовувався в основному до осіб, які не послухались фараона. Раби фараона на світанку (спеціально, щоб Ра бачив злочинця) розводили величезне багаття, над яким знаходився казан з водою (причому не просто з водою, а з особливо брудною водою, куди зливалися фекалії тощо). Іноді страчували таким чином цілі сім'ї.